# Yordanis Despaigne
Yordanis Despaigne Herrera (* 12. Februar 1980 in Santiago de Cuba) ist ein ehemaliger kubanischer Boxer. Er gewann bei den Weltmeisterschaften der Amateure 2001 und 2003 jeweils eine Bronzemedaille im Mittelgewicht. 

## Werdegang
Yordanis Despaigne begann als Jugendlicher mit dem Boxen. Er entwickelte sich rasch und gehörte schon als Junior zu den besten kubanischen Boxern. Er wurde daraufhin zum Leistungszentrum des kubanischen Boxverbandes in Santiago de Cuba delegiert.
Im Jahre 1998 startete er bei der Panamerikanischen Meisterschaft der Junioren in Toluca/Mexiko und gewann dort im Halbmittelgewicht mit einem Sieg im Finale über den Argentinier Ariel Avales den Titel. Im gleichen Jahr war er auch bei der Junioren-Weltmeisterschaft in Buenos Aires am Start. Er gewann dort seinen ersten Kampf gegen Claudio Abales aus Argentinien, unterlag aber schon im Viertelfinale gegen Sergei Kostenko aus der Ukraine nach Punkten und kam damit auf den 5. Platz. 
Nach seiner Juniorenzeit benötigte Yordanis Despaigne bis zum Jahr 2001, bis er in Kuba auch bei den Senioren die Spitzenklasse erreichte. Er wurde in diesem Jahr erstmals kubanischer Meister im Mittelgewicht, indem er im Finale Jorge Gutiérrez nach Punkten (10:8) bezwang. Beim internationalen Turnier des kubanischen Boxverbandes Giraldo Córdova Cardín in Holguín gewann er im Finale erneut über Jorge Gutiérrez und wurde daraufhin auch bei der Weltmeisterschaft in Belfast eingesetzt. Dort erreichte er das Halbfinale, in dem er gegen Andrei Gogolew aus Russland nach Punkten verlor.
2002 wurde Yordanis Despaigne durch einen Punktsieg im Finale über Manuel Drake (20:8) erneut kubanischer Meister im Mittelgewicht. Er siegte auch bei den internationalen Turnieren in Kuba, dem Giraldo Córdova Cardín-Turnier in Pinar del Río und bei der I. kubanischen Olympiade in Havanna. Bei beiden Turnieren siegte er dabei im Finale über seinen Landsmann Sullivan Barrera nach Punkten.
Bei der kubanischen Meisterschaft des Jahres 2003 siegte er im Finale des Mittelgewichtes über Zuris Aguillar und gewann damit seinen dritten Titel. Er siegte auch wieder beim Giraldo Córdova Cardín-Turnier in Havanna. Im Endkampf schlug er erneut Sullivan Barrera nach Punkten. Im Jahre 2003 war Yordanis Despaigne auch erstmals in Deutschland am Start. Beim Chemie-Pokal in Halle (Saale) verlor er dabei den Endkampf im Mittelgewicht gegen den Deutschen Robert Woge nach Punkten. Auch bei den Panamerikanischen Spielen in Santo Domingo/Dom. Rep., kam er bis in das Finale, in dem er überraschenderweise gegen den Einheimischen Juan Ubaldo nach Punkten verlor. Zum zweiten Mal vertrat er dann Kuba in Bangkok bei einer Weltmeisterschaft der Amateure im Mittelgewicht. Er siegte dabei über Mamadou Diambang aus Frankreich (36:17), Tomas Adamek aus Tschechien (27:20) und den Vize-Weltmeister von 2001 Utkirbek Gaydarow aus Usbekistan (33:13) nach Punkten. Im Halbfinale verlor er gegen den Weltmeister von 2001 Gennadi Golowkin aus Kasachstan knapp nach Punkten (26:29) und belegte damit wie vor zwei Jahren den dritten Platz.
Im Jahre 2004 fehlte Yordanis Despaigne bei der kubanischen Meisterschaft. Er war aber wieder beim Chemie-Pokal in Halle/Saale am Start und musste sich dort im Finale erneut einem deutschen Boxer, Lukas Wilaschek, nach Punkten geschlagen geben. Er siegte aber bei der II. kubanischen Olympiade im Mittelgewicht mit einem überlegenen Punktsieg (23.7) über Yunier Dorticós. Bei den Olympischen Spielen 2004 in Athen startete er mit Punktsiegen über Jean Pascal aus Kanada (36:24) und über Karoly Balzsay (38:25) aus Ungarn in das Turnier. Im Viertelfinale unterlag er aber dem US-Amerikaner Andre Dirrell, den er bei den Panamerikanischen Spielen 2003 noch geschlagen hatte, knapp nach Punkten (11:12) und schied aus. Gemeinsam mit drei weiteren Boxern kam er dadurch nur auf den 5. Platz.
In den nächsten Jahren tat sich Yordanis Despaigne schwer, in Kuba an der Spitze zu bleiben. Ab 2005 löste ihn dort im Mittelgewicht Emilio Correa als Repräsentant Kubas bei internationalen Meisterschaften ab. Emilio Correa bezwang ihn auch im Finale des Giraldo Córdova Cardín-Turnieres 2005 in Cienfuegos nach Punkten (15:9). 2006 schaffte er es aber noch einmal kubanischer Meister im Mittelgewicht zu werden. Er bezwang dabei Emilio Correa klar nach Punkten (26:11). 2006 wurde er auch noch Sieger bei den Central American and Caribbean Championships in Cartagena/Kolumbien mit Siegen über Alexander Brand aus Kolumbien (9:8) und Andrew Fermin aus Trinidad und Tobago (3:1).
2007 war Yordanis Despaigne bei der kubanischen Meisterschaft nicht am Start. Beim Giraldo Córdova Cardín-Turnier in Santa Clara unterlag er schon im Viertelfinale gegen Emilio Correa (10:15) nach Punkten. 
Seit Beginn des Jahres 2008 startete er im Halbschwergewicht. Sein Versuch, sich für die Olympischen Spiele dieses Jahres in Peking zu qualifizieren, scheiterte praktisch schon bei der kubanischen Meisterschaft dieses Jahres, denn er verlor dort im Endkampf gegen den erst 18-jährigen Newcomer Julio Cesar de la Cruz nach Punkten (9:14). Der kubanische Boxverband vertraute dann in den folgenden Qualifikationsturnieren für die Olympischen Spiele 2008 auf de la Cruz, der aber überraschenderweise die Qualifikation nicht schaffte. Aus diesem Grunde war aus Kuba bei den Olympischen Spielen in Peking im Halbschwergewicht kein Boxer am Start. Yordanis Despaigne gewann 2008 noch bei der IV. kubanischen Olympiade in Havanna im Endkampf des Halbschwergewichtes über Dairon Lester Jiménez nach Punkten.
Despaigne traf im Februar 2009 nach erfolgreicher Flucht aus Kuba gemeinsam mit den weiteren kubanischen Boxern Guillermo Rigondeaux, Yudel Johnson und Yunier Dorticós in Miami ein. Alle drei Boxer wurden zunächst beim rein kubanischen Boxstall Caribe Promotions in Miami als Profis unter Vertrag genommen.
Sein Profidebüt gab Despaigne am 22. Mai 2009 in Miami mit einem Punktsieg über Robert Campbell. Seine Karriere endete (Stand: 2014) mit der zweiten Niederlage im elften Kampf, im Dezember 2011 gegen Cornelius White.

## Internationale Erfolge
(WM = Weltmeisterschaft, OS = Olympische Spiele, Hm = Halbmittelgewicht, Mi = Mittelgewicht, Hs = Halbschwergewicht, bis 71 kg, 75 kg u. 81 kg Körpergewicht)
- 1998, 1. Platz, Panamerikanische Juniorenmeisterschaft in Toluca/Mexiko, Hm, vor Ariel Avalos, Argentinien;

- 1998, 5. Platz, Junioren-WM in Buenos Aires, Hm, Sieger: Sergei Kostenko, Ukraine;

- 2001, 1. Platz, Giraldo Córdova Cardín-Turnier in Holguin, Mi, vor Jorge Gutiérrez, Kuba;

- 2001, 3. Platz, WM in Belfast, Mi, hinter Andrei Gogolew, Russland u. Utkirbek Gaydarow, Usbekistan, gemeinsam mit Carl Froch, England;

- 2002, 1. Platz, Giraldo Córdova Cardín-Turnier in Pinar del Río, Mi, vor Sullivan Barrera, Kuba;

- 2003, 1. Platz, Giraldo Córdova Cardín-Turnier in Havanna, Mi, vor Sullivan Barrera;

- 2003, 3. Platz, Strandja-Turnier in Plowdiw/Bulgarien, Mi, hinter Dimitri Usagin, Bulgarien u. Oleg Maschin, Ukraine;

- 2003, 2. Platz, Chemie-Pokal in Halle (Saale), Mi, hinter Robert Woge, Deutschland u. vor Miroslaw Krepstul, Litauen u. Imre Szello, Ungarn;

- 2003, 2. Platz, Pan American Games in Santo Domingo/Dom. Rep., Mi, hinter Juan Ubaldo, Dom. Rep. und vor Alexander Brand, Kolumbien u. Jean Pascal, Kanada;

- 2003, 3. Platz, WM in Bangkok, Mi, hinter Gennadi Golowkin, Kasachstan u. Oleg Maschin, gemeinsam mit Nikola Sjekloca;

- 2004, 2. Platz, Chemie-Pokal in Halle/Saale, Mi, hinter Lukas Wilaschek, Deutschland u. vor Roman Rusnak, Tschechien u. Jamie Pitman, USA;

- 2004, 1. Platz, II. kuban. Olympiade in Guantánamo, Mi, vor Yunier Dorticos, Kuba;

- 2004, 5. Platz, OS in Athen, Mi, hinter Gaidarbek Gaidarbekow, Russland, Gennadi Golowkin, Andre Dirrell, USA u. Suriya Prasanthinphimai, Thailand;

- 2005, 2. Platz, Giraldo Córdova Cardín-Turnier in Cienfuegos, Mi, hinter Emilio Correa junior, Kuba;

- 2006, 1. Platz, Mittelamerika- u. Karibikmeisterschaften in Cartagena/Kolumbien, Mi, vor Andrew Fermin, Trinidad und Tobago u. Alexander Brand, Kolumbien;

- 2006, 3. Platz, III. kuban. Olympiade in Havanna, Mi, hinter Emilio Correa u. William Ordaz, bde. Kuba;

- 2008, 1. Platz, IV. kuban. Olympiade in Havanna, Hs, vor Dairon Lester Jiménez, Kuba

## Länderkämpfe
- 2005 in Moskau (World Cup), Kuba gegen Thailand, Mi, Punktsieger über Suriya Prasanthinphimai,
- 2005 in Moskau (World Cup), Kuba gegen Rumänien, Mi, Abbruchsieger 3. Runde über Ronald Gavril,
- 2005 in Moskau (World Cup), Kuba gegen Kasachstan, Mi, Punktniederlage gegen Gennadi Golowkin,
- 2005 in Moskau (World Cup), Kuba gegen Russland, Mi, Punktniederlage gegen Matwei Korobow

## Kubanische Meisterschaften
(ab 2001 Finalergebnisse) 
- 1998, 3. Platz, Hm, hinter Anibal Rodríguez u. Daniel Hurtado,
- 2001, Mi, Punktsieger über Jorge Gutiérrez (10:8),
- 2002, Mi, Punktsieger über Manuel Drake (20:8),
- 2003, Mi, Punktsieger über Zuris Aguillar,
- 2006, Mi, Punktsieger über Emilio Correa (36:11),
- 2008, Hs, Punktniederlage gegen Julio Cesar de la Cruz (9:14)